# Oleg Łukaszewicz
Oleg Łukaszewicz biał. Алег Вацлававіч Лукашэвіч, ros. Олег Вацлавович Лукашевич (ur. 27 marca 1972) – białoruski prezenter telewizyjny, dziennikarz, reżyser, fotograf, wydawca.

## Życiorys
W 1995 r. ukończył studia na Wydziale Dziennikarstwa Białoruskiego Uniwersytetu Państwowego. Rok później odbył staż jako reżyser i operator telewizyjny w międzynarodowym centrum „CIRNEA” w Paryżu. Zostaje pierwszym białoruskim dziennikarzem akredytowanym na Festiwalu Filmowym w Cannes.
Od 1994 r. Oleg Łukaszewicz tworzy dla białoruskiej telewizji: „Zniata! („Jest nakręcony!”), program o kinie i fotografii, „Nacha spadtchyna” („Nasze dziedzictwo”) na temat białoruskiego dziedzictwa kulturowego, „Novaïa collectsyïa” („Nowa kolekcja”), programy rzucające światło na najnowsze wydawnictwa międzynarodowych kin i tygodni mody w Paryżu, które powstają w oparciu o raporty i oryginalne wywiady, „Epokha” („The Times”), programy poświęcone wielkim osobistościom urodzonym na terytorium Białorusi. Przeprowadzał wywiady z ponad stu osobowościami, w tym z uznanymi międzynarodowymi reżyserami, aktorami, przedstawicielami show biznesu.Stała akredytacja na prestiżowych międzynarodowych festiwalach filmowych w Cannes, Berlinie i Wenecji pozwoliła na bezpośrednią komunikację z gwiazdami pierwszej wielkości. Przeprowadzał wywiady z wieloma klasykami światowego kina, takimi jak Peter Greenaway, Wim Wenders, Paul Verhoeven, Krzysztof Zanussi, Takeshi Kitano, Catherine Breillat, Nikita Michałkow, Pedro Almodovar, Ken Loach, Andrzej Wajda, Aleksandr Sokurow i inni. Pierre Cardin, Karl Lagerfeld, Patricia Kaas, Julia Ormond, Sharon Stone, Emmanuelle Béart, Asia Argento - to niekompletna lista gwiazd, z którymi spotkał się Oleg Łukaszewicz. Z jego inicjatywy i zaproszenia w lutym 2001 r. i wrześniu 2002 r. reżyser Krzysztof Zanussi odwiedził Mińsk z premierami. W listopadzie 2005 r. przewodniczył jury prasy filmowej na Międzynarodowym Festiwalu Filmowym w Mińsku Listapad.

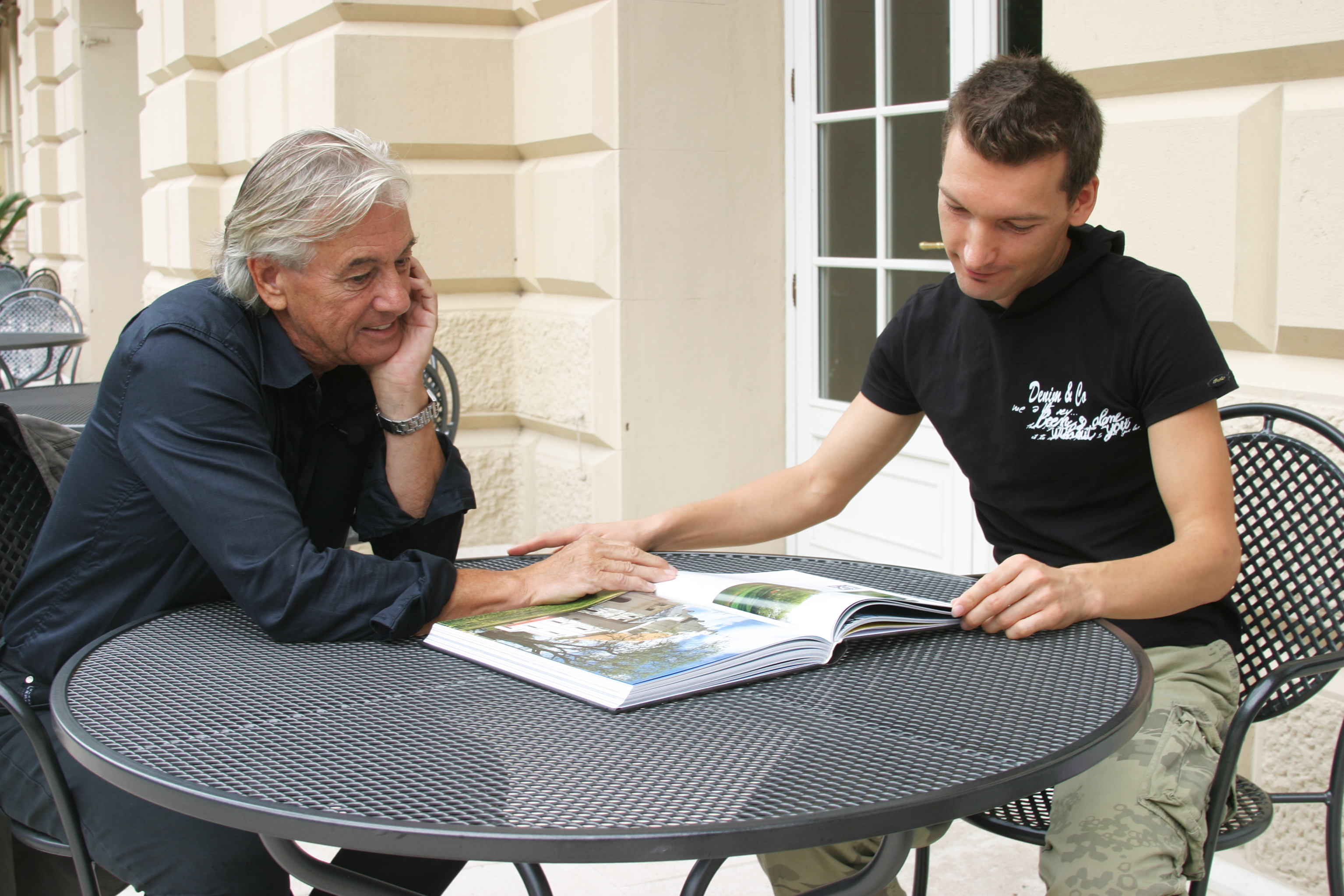
Oleg Łukaszewicz i reżyser filmowy Paul Verhoeven, Festiwal Filmowy w Wenecji, wrzesień 2007

Od 2003 r., we współpracy z Aliaksandrem Aliaksejewem, stworzył projekt artystyczny „Dziedzictwo Białorusi”, który ma na celu zaoferowanie międzynarodowej reprezentacji białoruskiego dziedzictwa historycznego i kulturowego. Obejmuje publikację albumów prezentacyjnych, organizację międzynarodowych wystaw fotograficznych, produkcję filmów dokumentalnych i programów telewizyjnych skierowanych do międzynarodowej publiczności.
Od listopada 2010 r. Oleg Łukaszewicz został członkiem Republikańskiej Rady Publicznej w dziedzinie kultury i sztuki w Radzie Ministrów Republiki Białoruś. Wraz z Aliaksandrem Aliaksejwem zorganizował otwarcie pierwszego pawilonu Republiki Białoruś na 64 Festiwalu Filmowym w Cannes. W maju 2011 roku zostaje mianowany dyrektorem pawilonu narodowego.
W 2012 roku rozpoczął pracę nad projektem dokumentalnym i edukacyjnym „Artyści Szkoły Paryskiej. Tubylcy Białorusi". W maju 2014 r. сykl miał premierę z 9 filmów. Madonna zapewniła muzykę do projektu, podpisano z nią umowę. W 2017 r. zrealizował 10 filmów z serii „Sztuka współczesna Białorusi”, w okresie styczeń-luty 2018 r. projekt miał premierę na kanałach telewizyjnych Belarus-24 i Belarus-3.

## Filmografia
- „Marc Chagall. Kolor miłości”

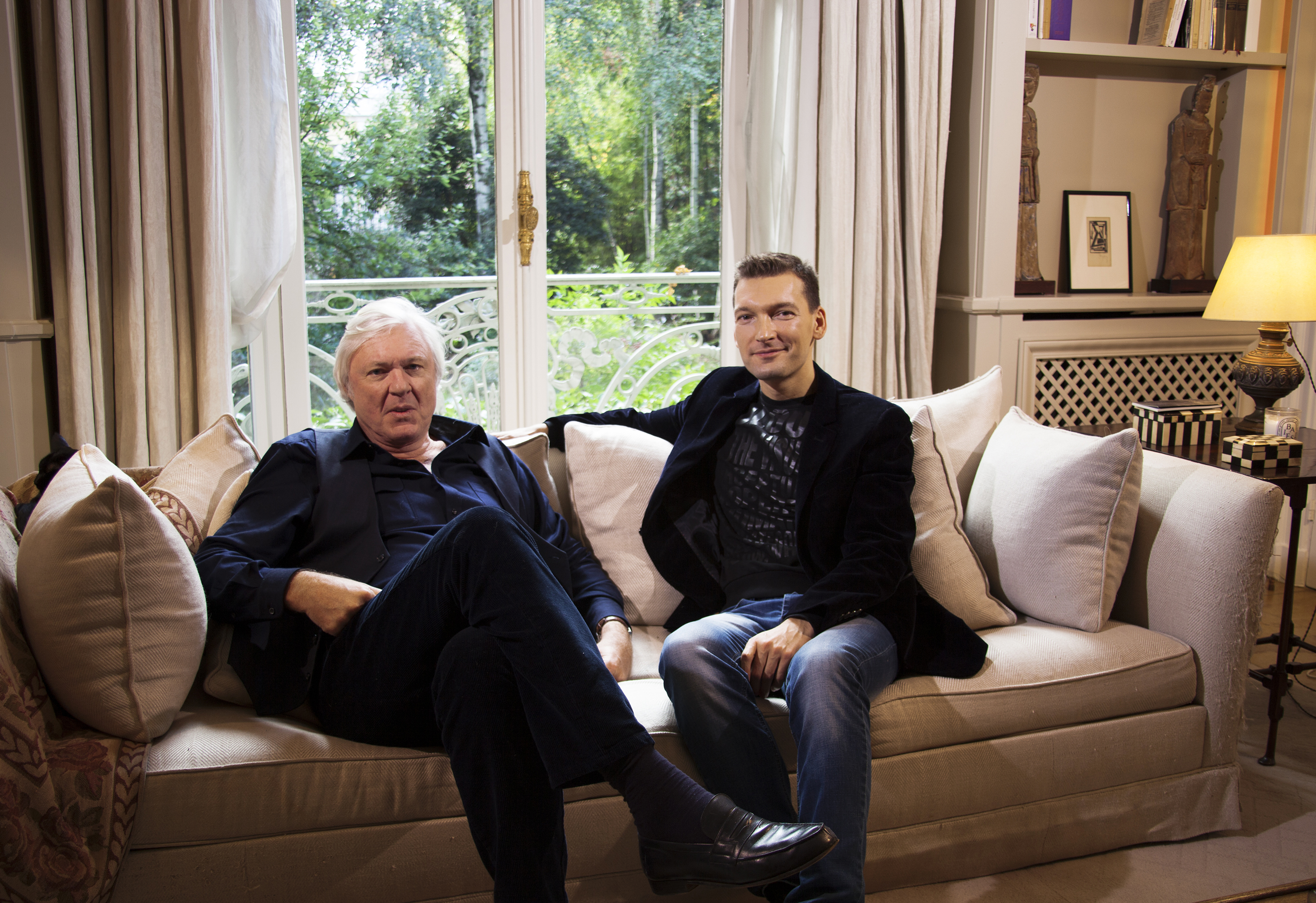
Oleg Łukaszewicz z synem Marka Chagalla Davidem McNeilem podczas kręcenia cyklu, Paryż, październik 2013

- „Chaim Soutine. Pragnienie koloru”
- „Michel Kikoïne. Poetycki świat na płótnie”
- „Nadia Léger. Patrząc w przyszłość”
- „Pinchus Kremegne. Wieczne życie sztuki”
- „Ossip Zadkine. Przeplatanie światła i cieni”
- „Faïbich-Schraga Zarfin. Połysk koloru”
- „Ossip Lubitch. Kontemplator życia”
- „Léon Bakst. Mistrz linii”

## Książki Albumy
- 2004 - I edycja „Dziedzictwo Białorusi” (3000 egzemplarzy) ISBN 985-454-231-9
- 2005 - „Dziedzictwo Białorusi” 2 i 3 edycja (łączny nakład 6000 egzemplarzy) ISBN 985-454-288-2
- 2006 - I edycja „Heritage of Belarus” (3000 egzemplarzy) ISBN 985-454-301-3
- 2006 - „Dziedzictwo Białorusi” 4 edycja (3000 egzemplarzy) ISBN 985-454-302-1
- 2007 - „Spadchyna Belarus. Skarby” (3000 egzemplarzy) ISBN 978-985-454-388-8
- 2007 - „Dziedzictwo Białorusi” 5 i 6 edycja (nakład 8000 egzemplarzy) ISBN 978-985-454-354-3
- 2007 - 2 edycja „Dziedzictwo Białorusi” (nakład 3500 egzemplarzy) ISBN 978-985-454-338-2
- 2009 - „Tresuares of Belarus” I edycja (3000 egzemplarzy) ISBN 978-985-90180-2-2
- 2009 - 3 edycja „Heritage of Belarus” (3000 egzemplarzy) ISBN 978-985-454-483-0
- 2010 - 4 edycja „Dziedzictwo Białorusi” (nakład 5000 egzemplarzy) ISBN 978-985-454-566-0
- 2013 - 2 edycja „Tresuares of Belarus” (nakład 1000 egzemplarzy) ISBN 978-985-7058-20-4
- 2013 - Pierwsza edycja „Tresuares of Belarus” (nakład 1000 egzemplarzy) ISBN 978-985-7058-46-4
- 2014 - 2 edycja „Tresuares of Belarus” (1000 egzemplarzy), (wydanie 3 tys. еgzemplarzy).) ISBN 978-985-7103-09-6
- 2015 - „Dziedzictwo Białorusi” I edycja (1000 egzemplarzy) ISBN 978-985-90353-3-3
- 2017 - 2 edycja „Dziedzictwo Białorusi” (1000 egzemplarzy) ISBN 978-985-90353-7-1

Łączny nakład na październik 2018 r. wynosi 46,5 tys.

## Nagrody i odznaczenia
- 2001, 2003, 2009 - Honorową Nagrodę im. Jerzego Giedroycia, która docenia doskonałość dziennikarstwa w dziedzinie kultury.
- W styczniu 2005 r. Nagrodą Prezydenta Republiki Białoruś „Za duchowe odrodzenie”.
- W lutym 2005 r. Francysk Skaryna Diploma z Ministerstwa Informacji Republiki Białoruś.